# 梅沢昌代
梅沢 昌代（うめざわ まさよ、1953年7月27日 - ）は、日本の女優。東京都出身。シス・カンパニー所属。

## 略歴・人物
東京都立竹台高等学校卒業。
1974年、文学座の公演『ふるあめりかに袖はぬらさじ』で初舞台を踏む。
退団後、松本修の主宰するMODEに1994年まで参加。
井上ひさし脚本の舞台作品に常連出演している。
高校時代は演劇部に所属しており、後輩には片岡鶴太郎がいた（今でも片岡は梅沢に会うと演劇部の後輩として敬意のある挨拶をしているという）。

## 出演

### 舞台
- ふるあめりかに袖はぬらさじ（1974年、文学座　作：有吉佐和子　演出：戌井市郎）
- 日の浦姫物語（1978年、文学座　作：井上ひさし　演出：木村光一）
- ジェルソミーナ（1984年、文学座/パルコ　脚本：金子成人、小林勝也　演出：小林勝也）
- 事ありげな夏の夕暮れ（1985年、文学座　作：竹内銃一郎　演出：西川信廣）
- 越前竹人形（1986年、地人会　作：水上勉　演出：木村光一）
- 会社の人事（1987年、龍昇企画　作：犬井邦益　演出：松本修）
- 夏のエチュード（1988年、ちかまつ芝居　構成：石川耕士　演出：松本修）
- 秋のエチュード（1988年、ちかまつ芝居　構成・演出：松本修）
- 逃げ去る恋（1989、1991年、MODE　構成・演出：松本修）
- 言いだしかねて（1989、1991年、MODE　構成・演出：松本修）
- 会社の人事 -すてきなあなた-（1989年、MODE 台本・構成：アントン・チェーホフ、犬井邦益、松本修　演出：松本修）
- あなたはしっかり私のもの（1990年、MODE　構成・演出：松本修）
- 待ちましょう（1990年、MODE　構成・演出：松本修）
- ぼくの伯父さん Mon Oncle（1990年、MODE　構成・演出：松本修）
- ぼくの伯父さんの会社の人事（1991年、MODE　構成・演出：松本修）
- きみのともだち（1991、1993年、MODE　構成・演出：松本修）
- 今宵かぎりは（1991年、MODE　構成・演出：松本修）
- 乙女のワルツ（1992年、MODE＋かもねぎショット　作：MODE・かもねぎショット　演出：松本修）
- 魚の祭（1992、1993年、MODE×青春五月党　作：柳美里）
- 冬のエチュード（1992年、スパイラル　構成・演出：松本修）
- わたしが子どもだったころ・北海道版（1994年、MODE　構成・演出：松本修）
- わたしが子どもだったころ・瀬戸内版（1994年、台本：坂手洋二　演出：松本修）
- 父と暮らせば（1994年、こまつ座　作：井上ひさし　演出：鵜山仁）
- がめつい奴（1995、1998年、蝉の会　作：菊田一夫　演出：渡辺浩子）
- 黙阿彌オペラ（1995年、こまつ座　作：井上ひさし　演出：栗山民也）
- 紙屋町さくらホテル（1997、2001年、新国立劇場　作：井上ひさし　演出：渡辺浩子）
- わが町（1997年、銀座セゾン劇場　作：ソーントン・ワイルダー　演出：鴨下信一）
- 花迷宮 昭和異人館の女たち（1998年、東宝　作：久世光彦　演出：栗山民也）
- 天涯の花（1999年、松竹　原作：宮尾登美子　脚本：大薮郁子　演出：栗山民也）
- 少年H（1999年、劇団ひまわり　原作：妹尾河童　脚本：マキノノゾミ 演出：栗山民也）
- 闇に咲く花（1999年、こまつ座　作：井上ひさし 演出：栗山民也）
- ペーパームーン（2000年、ケイダッシュ　脚本：マーティン・キャセラ　演出：栗山民也）
- 欲望という名の電車（2000年、新国立劇場　作：テネシー・ウィリアムズ　演出：栗山民也）
- ピカドン・キジムナー（2001年　新国立劇場　作：坂手洋二　演出：栗山民也）
- 嵐が丘（2002年、松竹　原作：エミリー・ブロンテ　脚本・演出：岩松了）
- 太鼓たたいて笛ふいて（2002、2004、2008年、2014年　こまつ座　作：井上ひさし 演出：栗山民也）
- マクベス（2002年、ホリプロ　作：ウィリアム・シェイクスピア　演出：蜷川幸雄）
- 人間合格（2003年、こまつ座　作：井上ひさし　演出：鵜山仁）
- 涙の谷、銀河の丘（2003年、新国立劇場　作：松田正隆　演出：栗山民也）
- ロミオとジュリエット（2004年、ホリプロ　作：ウィリアム・シェイクスピア　演出：蜷川幸雄）
- 箱根強羅ホテル（2005年、新国立劇場　作：井上ひさし　演出：栗山民也）
- 新編・吾輩は猫である（2005年、シス・カンパニー　作：宮本研　演出：井上尊晶）
- 母・肝っ玉とその子供たち 三十年戦争年代記（2005年、新国立劇場　作：ベルトルト・ブレヒト　演出：栗山民也）
- 父帰る（2006年、シス・カンパニー　作：菊池寛　演出：河原雅彦）
- 屋上の狂人（2006年、シス・カンパニー　作：菊池寛　演出：河原雅彦）
- あわれ彼女は娼婦（2006年、Bunkamura　作：ジョン・フォード　演出：蜷川幸雄）
- 私はだれでしょう（2007年、こまつ座　作：井上ひさし　演出：栗山民也）
- 藪原検校（ホリプロ/Bunkamura、作：井上ひさし　演出：蜷川幸雄）
- たとえば野に咲く花のように －アンドロマケ－（2007年、新国立劇場　作：鄭義信　演出：鈴木裕美）
- 瞼の母（2008年、シス・カンパニー　作：長谷川伸　演出：渡辺えり）
- sisters（パルコ、作・演出：長塚圭史）
- 夜の来訪者（2009年、シス・カンパニー　作：J・B・プリーストリー　翻案：内村直也　演出：段田安則）
- 怪談 牡丹燈籠（2009年、シス・カンパニー　作：大西信行　演出：いのうえひでのり）
- 大人の時間 (2009年、演劇企画集団THE・ガジラ　作・演出：鐘下辰男）
- えれがんす（2010年、シス・カンパニー　作・演出：千葉雅子）
- エネミイ（2010年、新国立劇場　作：蓬莱竜太　演出：鈴木裕美）
- りんご 木村秋則物語（2010年、シーエイティプロデュース　作：藤井清美　演出：栗山民也）
- 雨（2011年、新国立劇場　作：井上ひさし　演出：栗山民也）
- ピアフ（2011、2013年、2016年、2018年、2022年　東宝　作：パム・ジェムス　演出：栗山民也）
- 南部高速道路（2012年、世田谷パブリックシアター　原作：フリオ・コルタサル　構成・演出：長塚圭史）
- 騒音歌舞伎 ボクの四谷怪談（2012年、Bunkamura/シス・カンパニー　脚本・作詞：橋本治　演出：蜷川幸雄）
- かもめ　（2013年　演出：ケラリーノ・サンドロヴィッチ
- アジア温泉（2013年、新国立劇場　作：鄭義信　演出：孫桭策）
- ハル musical HARU（2019年、TBS赤坂ACTシアター   作曲：甲斐 正人           作：高橋亜子     演出：栗山民也）
- ザ・ウェルキン（2022年、シス・カンパニー、作：ルーシー・カークウッド、演出：加藤拓也）[2]
- 旅芸人の記録（2024年、ヒトハダ、作・演出：鄭義信）[3]
- 天保十二年のシェイクスピア（2024年、2025年、作：井上ひさし、演出：藤田俊太郎）[4]

### テレビドラマ

#### NHK
- 連続テレビ小説
  - あぐり（1997年） - 女中頭・しお 役
  - ゲゲゲの女房（2010年） - 「魚八」の克代さん 役
  - おひさま（2011年） - 望月先生 役
  - とと姉ちゃん（2016年） - 闇市の女
  - エール（2020年） ‐ 柿澤セツ 役
  - らんまん (2023年)　- 荒谷カネ 役
- 少年ドラマシリーズ ぼくとマリの時間旅行（1980年）
- 茂七の事件簿 新ふしぎ草紙（2002年） - お島 役
- 焼け跡のホームランボール（2002年）
- 夢みる葡萄（2003年） - 丸山光江 役
- ミニモニ。でブレーメンの音楽隊（2004年） - 黒田和歌子 役
- 慶次郎縁側日記（2004 - 2006年） - おしづ 役
- 人生はフルコース（2006年） - 生田博子 役
- トップセールス（2008年） - 藤山邦子 役
- ゴーストフレンズ（2009年） - 家政婦・幸子 役
- チャンス（2010年） - 岩田夫人 役
- あっこと僕らが生きた夏（2012年） - 高梨昌美先生 役
- 書店員ミチルの身の上話（2013年） - 大浦真知子 役
- 小暮写眞館（2013年） - 野口事務長 役
- 55歳からのハローライフ（2014年） - 因藤潔子 役
- アイアングランマ（2015年） - 水川八千代 役
- 夏目漱石の妻（2016年） - 秦茂子 役
- 大河ドラマ
  - おんな城主 直虎（2017年） - たけ 役/梅 役[5]/松 役[6]（三役）
  - 青天を衝け（2021年） -  トメ 役
- 葉村晶シリーズ（2020年） - 鈴木夫人 役
- 伝説のお母さん（2020年） - メイの母 役
- 今ここにある危機とぼくの好感度について（2021年） - 木嶋みのりの母 役
- ライオンのおやつ（2021年） - シスターさん 役
- カナカナ (漫画)（2022年） - 佳奈花の祖母 役
- ミワさんなりすます（2023年10月16日 - 12月7日） - 雲海加寿子 役[7]

#### 日本テレビ
- 土曜日の女シリーズ 天使が消えていく（1973年）
- 丹下左膳　乾坤篇 （1974年）
- おせん（2008年） - 大河原フミ 役
- 理想の息子（2012年） - 西田 役
- 家売るオンナ（2016年） - 小金井夫人 役
- 遺産相続弁護士 柿崎真一（2016年） - 藤堂美樹 役
- ゆとりですがなにか（2017年） - 山路真実 役
- 過保護のカホコ（2017年） - 根本多枝 役
- 白衣の戦士!（2019年） - 胡桃沢頼子 役
- 同期のサクラ（2019年） - 美咲島のおばちゃん
- ハケンの品格 第2シーズン（2020年） ‐ 佐々木加代 役
- コントが始まる（2021年） - 美濃輪朱美 役
- 日本テレビ開局70年スペシャルドラマ「テレビ報道記者〜ニュースをつないだ女たち〜」（2024年） - 小林幸子 役[8]
- 花咲舞が黙ってない 第3シリーズ 第3話（2024年4月27日、日本テレビ） - 福森治子 役[9]

#### TBS
- ザ・サスペンス「消えたスクールバス 園児集団蒸発「それは夏祭りから始まった」（1982年7月24日）
- 松本清張の馬を売る女　お願い！もう一度だけ好きだといって（1982年10月23日）
- 番茶も出花（1997年） - 夏目保子 役
- 3年B組金八先生（2001年） - 今井加代 役
- あなたの人生お運びします!（2003年）
- つぐない (テレビドラマ)（2004年） - 日野理香子 役
- 誰よりもママを愛す（2006年） - ピンコ（山田一郎）の母 役
- 冗談じゃない!（2007年） - 大西さん 役
- そうか、もう君はいないのか（2009年）
- 99年の愛〜JAPANESE AMERICANS〜（2010年） - 平松まさ 役
- LADY〜最後の犯罪プロファイル〜（2011年） - 高井睦美 役
- ハンチョウ〜神南署安積班〜（2011年） - 末松敦子 役
- イロドリヒムラ（2012年）
- 潜入探偵トカゲ（2013年） - 村上琴乃 役
- SRO 警視庁広域捜査専任特別調査室（2013年） - 森島純江 役
- おかしの家（2015年） - 木村芳江 役
- 99.9-刑事専門弁護士-（2016年） - 真島博之の母 役
- ハロー張りネズミ（2017年） - 浅田美奈子 役
- あなたには帰る家がある（2018年） - 茄子田千恵 役
- 集団左遷!!（2019年） - 鶴田政子 役
- 天国と地獄〜サイコな2人〜（2021年） ‐ 久米朝子 役
- マイファミリー 第7話（2022年5月22日） - 中原 役
- さよならマエストロ〜父と私のアパッシオナート〜 第8話（2024年3月3日） - 夏目裕子 役[10]
- 御上先生 第6話・第9話（2025年2月23日・3月16日） - 御上苑子 役

#### フジテレビ
- 八州犯科帳（1974年） - かよ
- ヤヌスの鏡（1985 - 1986年）
- 若者のすべて（1994年）
- 救命病棟24時（2001年） - 大西照子（保険外交員） 役
- 東京物語（2002年）
- 新春ドラマスペシャル 秋刀魚の味（2003年1月3日）
- フジ子・ヘミングの軌跡（2003年） - とみ 役
- 白い巨塔（2003年） - 野坂ノブ子 役
- 人間の証明（2004年）
- 拝啓、父上様（2007年） - 林田看護師 役
- 太陽と海の教室（2008年） - 田幡直子 役
- コード・ブルー -ドクターヘリ緊急救命-（2009年） - 落合
- ジョーカー 許されざる捜査官（2010年） - 小原セツ子 役
- ギルティ 悪魔と契約した女（2010年） - 三輪繁代 役
- それでも、生きてゆく（2011年） - 香本房江 役
- 僕とスターの99日（2011年） - 熊田好子（梢の母） 役
- ラストホープ（2013年） - 竹野君子 役
- ストロベリーナイト アフター・ザ・インビジブルレイン（2013年） - 赤木史子 役
- ガリレオXX 内海薫最後の事件 愚弄ぶ（2013年） - 堀口所長 役
- 松本清張スペシャル・顔（2013年） - 瀬川和子 役
- 海の上の診療所（2013年） - 向井弥生 役
- 松本清張スペシャル 時間の習俗（2014年） - 須貝寿美子 役
- 水球ヤンキース（2014年） - 霞水シヅ子 役
- 黒蜥蜴（2015年） - 鈴木医師 役
- 僕のヤバイ妻（2016年） - 望月久米子 役
- 民衆の敵〜世の中、おかしくないですか!?〜（2017年） - 富子
- ラジエーションハウス（2019年） - 鏑木聡子 役
- 監察医 朝顔 Season2（2020年） - 佐々木八重子 役
- 知ってるワイフ（2021年） - 剣崎智子 役
- おいハンサム!!（2022年） - 蕎麦屋「あみや」のおばあちゃん 役
- 親愛なる僕へ殺意をこめて（2022年） - 高橋先生 役
- グランマの憂鬱 第7話（2023年） - しーちゃん 役
- Re:リベンジ-欲望の果てに- 第9話（2024年6月6日） - 若林法子 役
- ギークス〜警察署の変人たち〜 第2話（2024年7月11日） - 小湊百合子 役[11]
- 金曜プレステージ
  - 「外科医 鳩村周五郎8」（2011年） - 大島富江 役
- 金曜プレミアム
  - 「外科医 鳩村周五郎14」（2016年） - 広瀬美穂子 役

#### テレビ朝日
- 荒野の素浪人（1974年）
- 独身3!!（2003年）
- にんげんだもの（2004年）
- 科捜研の女
  - （2004年） - 戸根貝数子 役
  - （2019年） - 瀬田春子 役
- 家族〜妻の不在・夫の存在〜（2006年） - 居酒屋の女将・民ちゃん 役
- 菊次郎とさき（2007年） - 城ヶ島絹代 役
- おいしい銀座（2008年）
- ダンディ・ダディ?〜恋愛小説家・伊崎龍之介〜（2009年） - 岩下愛子 役
- ジウ 警視庁特殊犯捜査係（2011年） - 中倉良子 役
- 妄想捜査〜桑潟幸一准教授のスタイリッシュな生活（2012年） - 水谷教授 役
- Answer〜警視庁検証捜査官（2012年） - 野村日出子 役
- ゼロの真実〜監察医・松本真央〜（2014年） - 内野ひかり・良美の母 役
- BORDER 警視庁捜査一課殺人犯捜査第4係（2014年） - 横森寿美子 役
- DOCTORS3 最強の名医（2015年） - 小金沢節子 役
- 天使と悪魔-未解決事件匿名交渉課-（2015年） - 吉原千賀子 役
- 乱反射（2018年） - 田丸ハナ 役
- ぼくらのショウタイム（2019年） - 喫茶「ひまわり」のおばちゃん 役
- 女子高生の無駄づかい（2020年） - ロリのおばあちゃん 役
- BG〜身辺警護人〜 Season2（2020年） - 生田三枝子 役
- 書けないッ!?〜脚本家 吉丸圭佑の筋書きのない生活〜（2021年） - 篠田芳恵 役
- 和田家の男たち（2021年） - 幸子 役
- 無能の鷹 第7話（2024年11月22日） - 小豆沢杏子 役[12]
- 魔物 第2話（2025年4月25日） - 新堂スズエ 役[13]
- 大追跡〜警視庁SSBC強行犯係〜 第1話（2025年7月9日） - 川内恵 役
- 土曜ワイド劇場
  - 「津軽海峡おんな殺人行」（1988年）
  - 「火災調査官・紅蓮次郎4」（2004年） - 藤島則子 役
  - 「西村京太郎トラベルミステリー61」（2014年） - 小松佐代子 役
  - 「事件17」（2016年） - 内村佳代子 役
- 日曜プライム
  - 「家栽の人」（2020年） - 宮里京子 役
  - 「遺留捜査」（2020年） ‐ 山上孝江 役

#### テレビ東京
- 大江戸捜査網 第282話「男涙の離縁状」（1977年）
- 僕らプレイボーイズ 熟年探偵社（2015年） - 陶久陽子
- 命売ります（2018年） - 佐々木郁恵
- 女と愛とミステリー みちのく祭り殺人行（2001年） - 立原絵美
- 水曜ミステリー9
  - 「旅行作家・茶屋次郎4」（2004年）
- 孤独のグルメSeason9 特別編（2021年12月31日） - 奥英・女将 役
- みなと商事コインランドリー Season2（2023年） - 湊晃の祖母 役

#### WOWOW
- 宿命（2004年）
- 死の臓器（2015年） - 加藤看護師長 役
- 雨に消えた向日葵（2022年） - 奈良ふみ代 役[14]

### 配信ドラマ
- 金魚妻 第6話（2022年、Netflix）
- ケンシロウによろしく 第1話（2023年、DMM TV）

### 映画
- サンダカン八番娼館 望郷（1974年） - ユキヨ 役
- ふれあい（1974年）
- 火まつり（1985年）
- 非・バランス（2001年） - ミズエの母 役
- 星に願いを。（2003年） - 小口看護師長 役
- ルート225（2006年） - 富山のオバサン 役
- 蟲師（2007年）
- 歌謡曲だよ、人生は（2007年） - マモルの奥さん 役
- 小三治（2009年） - ナレーション
- なくもんか（2009年）
- サヨナライツカ（2010年） - 木下夫人 役
- 神様のカルテ（2011年） - 橘仙介の母 役
- まほろ駅前多田便利軒（2011年） - 山下の母 役
- シグナル〜月曜日のルカ〜（2012年） - 南川妙子 役
- ぼくたちの家族（2014年） - 若菜深雪の母 役
- 小野寺の弟・小野寺の姉（2014年） - 「さがねメガネ」の奥さん 役
- 夫婦フーフー日記（2015年） - ギボ（優子の母） 役
- ハピネス（2017年） - 神崎守の妻 役
- ふきげんな過去（2016年） - サチ（果子の祖母） 役
- 光（2017年） - 山内 役
- 祈りの幕が下りる時（2018年） - 今井加代子 役
- 宮本から君へ（2019年） - 中野静江 役
- かそけきサンカヨウ（2021年） - 清原絹枝（陸の祖母） 役[15][16]
- 愛に乱暴（2024年）[17]
- また逢いましょう（2025年）[18]

### アニメ
- ゲド戦記（2006年）

## 受賞歴
- 第2回（1994年度）読売演劇大賞 優秀女優賞（『父と暮らせば』により）
- 第40回（2005年度）紀伊国屋演劇賞 個人賞（『箱根強羅ホテル』により）
- 第41回（2015年度）菊田一夫演劇賞 （『ピアフ』により）[19]